# Drăgușeni (okręg Gałacz)
Drăgușeni – wieś w Rumunii, w okręgu Gałacz, w gminie Drăgușeni. W 2011 roku liczyła 1731 mieszkańców.